# Classic Loire Atlantique
Classic Loire Atlantique je jednodenní cyklistický závod konaný ve francouzském departementu Loire-Atlantique. Od roku 2011 je závod organizován jako součást UCI Europe Tour na úrovni 1.1 poté, co postoupil z nižší kategorie 1.2. Ročník 2020 byl zrušen kvůli probíhajíci pandemii covidu-19. Ročník 2021 byl ze stejného důvodu odložen na začátek října; vítězem se stal Alan Riou z týmu Arkéa–Samsic. Další ročník se již organizoval v běžném březnovém termínu; pro vítězství si dosprintoval Anthony Perez z týmu Cofidis.

## Seznam vítězů
| Rok  | Země                               | Jezdec                             | Tým                                |
| ---- | ---------------------------------- | ---------------------------------- | ---------------------------------- |
| 2000 | Francie                            | Frédéric Delalande                 |                                    |
| 2001 | Francie                            | Nicolas L'Hote                     |                                    |
| 2002 | Norsko                             | Rune Jogert                        | Krone                              |
| 2003 | Francie                            | Thomas Voeckler                    | Brioches La Boulangère             |
| 2004 | Estonsko                           | Erki Pütsep                        | AG2R Prévoyance                    |
| 2005 | Španělsko                          | José Alberto Martínez              | Agritubel–Loudun                   |
| 2006 | Rusko                              | Sergej Kolesnikov                  | Omnibike Dynamo Moscow             |
| 2007 | Francie                            | Nicolas Jalabert                   | Agritubel                          |
| 2008 | Španělsko                          | Mikel Gaztañaga                    | Agritubel                          |
| 2009 | Francie                            | Cyril Bessy                        | Besson Chaussures–Sojasun          |
| 2010 | Francie                            | Laurent Mangel                     | Saur–Sojasun                       |
| 2011 | Nizozemsko                         | Lieuwe Westra                      | Vacansoleil–DCM                    |
| 2012 | Francie                            | Florian Vachon                     | Bretagne–Schuller                  |
| 2013 | Belgie                             | Edwig Cammaerts                    | Cofidis                            |
| 2014 | Francie                            | Alexis Gougeard                    | Ag2r–La Mondiale                   |
| 2015 | Francie                            | Alexis Gougeard                    | AG2R La Mondiale                   |
| 2016 | Francie                            | Anthony Turgis                     | Cofidis                            |
| 2017 | Francie                            | Laurent Pichon                     | Fortuneo–Vital Concept             |
| 2018 | Dánsko                             | Rasmus Quaade                      | BHS–Almeborg Bornholm              |
| 2019 | Francie                            | Rudy Barbier                       | Israel Cycling Academy             |
| 2020 | Nejelo se kvůli pandemii covidu-19 | Nejelo se kvůli pandemii covidu-19 | Nejelo se kvůli pandemii covidu-19 |
| 2021 | Francie                            | Alan Riou                          | Arkéa–Samsic                       |
| 2022 | Francie                            | Anthony Perez                      | Cofidis                            |
| 2023 | Francie                            | Axel Zingle                        | Cofidis                            |
| 2024 | Francie                            | Paul Lapeira                       | Decathlon–AG2R La Mondiale         |